# Scelloides ornatipes
Scelloides ornatipes är en tvåvingeart som beskrevs av Octave Parent 1933. Scelloides ornatipes ingår i släktet Scelloides och familjen styltflugor. Inga underarter finns listade i Catalogue of Life.